# The Who by Numbers
The Who by Numbers ist das siebte Studioalbum der britischen Rockband The Who. Das 1975 erschienene Album wurde von Glyn Johns produziert. Das Cover wurde vom Bassisten der Band John Entwistle gezeichnet, der zu dieser Zeit an der Geschichte von The Who in Form eines Comics arbeitete.
Dem Album fehlt die komplexe Struktur und die Ambitioniertheit der bekannteren The-Who-Werke Tommy und Quadrophenia. Im Mittelpunkt steht vielmehr das Songwriting von Pete Townshend, der sich hier mit den Themen Alkoholismus, Begierde und Selbsthass auseinandersetzt. Daher herrscht eine düstere Stimmung auf dem gesamten Album.
Eine besondere Pressung dieses Albums kam in Italien auf dem Neon Label, einem Tochterlabel von RCA, heraus. Das Label zeigte auf der A-Seite die Geburt der Venus von Sandro Botticelli.

## Titelliste
Alle Titel wurden von Pete Townshend geschrieben, sofern nicht anders angegeben.
1. Slip Kid – 4:31
2. However Much I Booze – 5:03
3. Squeeze Box – 2:42
4. Dreaming from the Waist – 4:09
5. Imagine a Man – 4:04
6. Success Story (John Entwistle) – 3:24
7. They Are All in Love – 3:03
8. Blue Red and Grey – 2:50
9. How Many Friends – 4:06
10. In a Hand or a Face – 3:25